# غوران غايوفيتش
غوران غايوفيتش مواليد 9 مارس 1988 في زغرب، هو لاعب كرة سلة مونتينيغري. بدأ مسيرته الاحترافية في سنة 2010. يلعب مع جاي دي أيه ديجون في الدوري الفرنسي لكرة السلة الدرجة الأولى. لعب مع نادي إيجوكيا لكرة السلة في الدوري الأدرياتيكي.

## روابط خارجية
- غوران غايوفيتش على موقع الاتحاد الدولي لكرة السلة (الإنجليزية)
- غوران غايوفيتش على موقع الدوري الأوروبي لكرة السلة (الإنجليزية)
- غوران غايوفيتش على موقع كرة السلة الأوروبية.كوم (الإنجليزية)
- غوران غايوفيتش على موقع ريلجم (الإنجليزية)
- غوران غايوفيتش على موقع بروبوليرز (الإنجليزية)
- غوران غايوفيتش على موقع سبورتس رفرنس (الإنجليزية)